# Smertsch (Schiff)
Die Smertsch (russisch Смерч ‚Tornado‘, Transliteration Smerč;) war der Name eines Kanonenbootes der Kaiserlich-Russischen Marine. Das Boot wurde 1864 in St. Petersburg gebaut. Aufgrund ihrer Bauweise wird die Smertsch auch als Monitor bezeichnet. Die mit der Smertsch entwickelten Konstruktionsprinzipien, insbesondere die der Geschütztürme, fanden beim Bau der nachfolgenden russischen Kanonenboote und Panzerfregatten Anwendung. Nicht zuletzt wurde durch die Smertsch die Überlegenheit der Turmkonstruktion Cowper Phipps Coles gegenüber der von John Ericsson praktisch nachgewiesen. Die Smertsch befand sich von 1865 bis 1959 im Dienst der russischen bzw. sowjetischen Kriegsflotte.

## Geschichte
Anfang 1863 wurde in Glasgow auf der Werft von Robert Napier & Sons das Kanonenboot Rolf Krake auf Kiel gelegt. Dieses mit zwei Geschütztürmen ausgerüstete Fahrzeug, das aufgrund einer Bestellung der dänischen Marine gebaut wurde, stellte gegenüber der amerikanischen Passaic-Klasse einen deutlichen Entwicklungssprung dar. Die Werft offerierte im Sommer 1863 den Typ der russischen Marine für den Einsatz in der Ostsee. Nach Zustimmung der russischen Marineführung wurde am 13. Juni 1863 der Vertrag über den Bau des Bootes Smertsch auf den Admiralitätswerften (Galeereninsel) in St. Petersburg nach dem Projekt der Rolf Krake geschlossen. Für die Lizenz zum Bau der Geschütztürme bezahlte das Marineministerium 259 Pfund Sterling und 17 Schillinge an Coles, den Konstrukteur der Türme. Der Bau begann am 1. August 1863, Stapellauf war knapp ein Jahr später am 11. Juni 1864. Am 5. Juni 1865 wurde das Boot als gepanzertes Turmboot (башенная броненосная лодка) in Dienst gestellt. Am 1. Februar 1892 erfolgte eine Umklassifizierung als Küstenpanzerschiff. Am 20. Dezember 1903 wurde die Smertsch aus der Flottenliste gestrichen, entwaffnet und im konservierten Zustand aufgelegt, jedoch erfolgte im Oktober 1909 eine Entkonservierung und die erneute Indienststellung als Hulk. Während des Ersten Weltkrieges, des Sowjetisch-Finnischen Krieges und des Großen Vaterländischen Krieges wurde das Boot als Lager für Minen und Torpedos benutzt. Im April 1918 wurde das Boot im Hafen von Helsingfors von den deutschen Truppen beschlagnahmt, aber nach dem Friedensschluss von Brest-Litowsk am 18. Mai 1918 an Russland zurückgegeben und nach Kronstadt überführt. Am 7. Oktober 1941 sank die Smertsch im deutschen Artilleriefeuer während der Belagerung Leningrads, wurde aber bereits 1942 vom Bergungsdienst der Baltischen Rotbannerflotte gehoben und wieder instand gesetzt. Am 24. September 1959 wurde das Boot endgültig aus der Flottenliste gestrichen und anschließend verschrottet.
Während seiner Dienstzeit führte das Boot verschiedene Namen. Im Einzelnen waren das:
- bis zum 14. Oktober 1909 Smertsch (Смерч)
- vom 14. Oktober 1909 bis 1923 Blockschiff Nr. 2 (Блокшив №2)
- von 1923 bis zum 1. Januar 1932 Blockschiff Nr. 3 (Блокшив №3)
- vom 1. Januar 1932 bis 16. Mai 1946 Blockschiff Nr. 1 (Блокшив №1)
- ab 16. Mai 1946 BSch-1 (БШ-1)

## Konstruktion

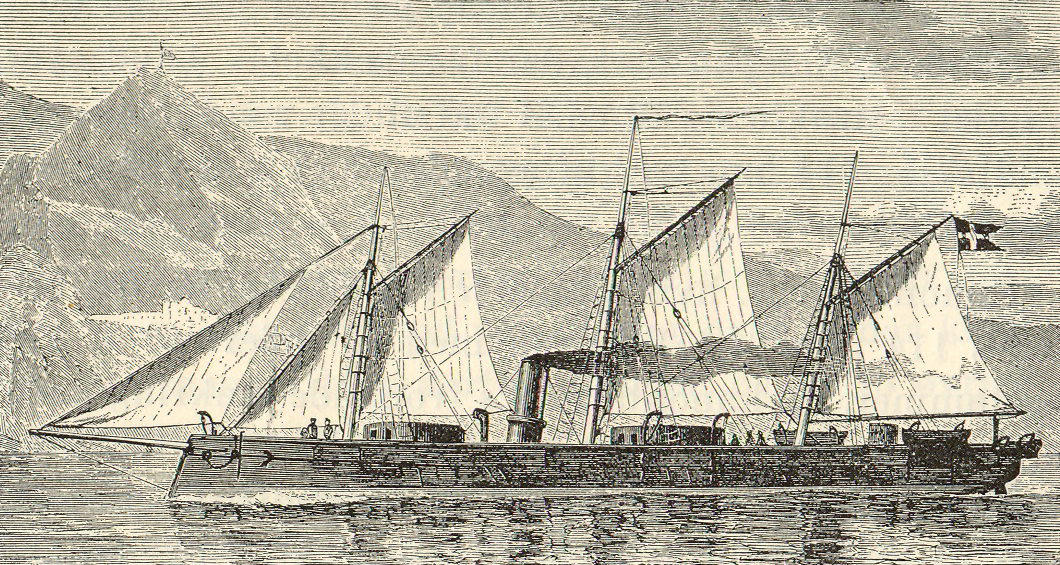
Die dänische Rolf Krake, Vorbild des Kanonenbootes Smertsch

Die Smertsch besaß zwei Geschütztürme des System Coles. Die Schießscharten der Brustwehr lagen praktisch auf dem Niveau des Oberdecks. Die Panzerung der Türme bestand aus einer Lage von 114,3 mm starken Panzerplatten, die mit senkrechten Stehbolzen befestigt waren. Anfänglich dachte man daran, die Panzerung der Vorderseite der Türme zweilagig auszuführen. Dabei gab es jedoch praktische Probleme mit der Befestigung. Schließlich sollten beide Lagen mit denselben Bolzen befestigt werden, was letztendlich dazu führte, dass die innere Lage entfiel und die ursprüngliche äußere Lage auf 152,4 mm verstärkt wurde. Die Panzerung wurde mit zwei Lagen Teakholz mit einer Stärke von 203 bzw. 102 mm hinterlegt. Dadurch sollte ein Abplatzen von Teilen der spröden Panzerung bei Treffern verhindert werden. Außerdem wurden die Innenseiten der Türme noch mit Eisenplatten mit einer Stärke von 25,4 mm belegt. Die Panzerung wurde in England hergestellt, dabei kamen die Panzerplatten von unterschiedlichen Herstellern. Der Rumpf war 102–114 mm gepanzert, das Deck hatte eine Panzerung von 25,4 mm.
Anfänglich war die Ausrüstung der Türme mit 60-Pfünder-Glattrohrkanonen geplant. Durch die Einführung von Geschützen mit gezogenen Lauf konnte jedoch die Kampfkraft des Panzerschiffs entscheidend gesteigert werden. Daher wurde in jedem Turm eine 203-mm-Kanone installiert. Bereits im Jahr 1870 wurden diese Geschütze wie auch auf den Monitoren des Typs Bronenossez (Броненосец) durch modernere Geschütze vom Kaliber 229 mm ersetzt. Dazu kamen noch jeweils zwei 37-mm-Hotchkiss-Kanonen und zwei Vierpfünder. Die Seitenrichtmaschine der Smertsch wurde durch eine Hilfsdampfmaschine mit einer Leistung von 6 PS angetrieben. Für diese Hilfsdampfmaschine gab es eine eigene Kesselanlage.
Angetrieben wurde das Boot von zwei Dampfmaschinen über zwei Schrauben. Die Dampfmaschinen kamen ebenfalls aus England und wurden von Maudsley, Sons & Field hergestellt. Sie leisteten 700 PS. Der Dampf wurde mit zwei Flammrohrkesseln erzeugt. Die Höchstgeschwindigkeit lag bei 8,3 Knoten.
Die Verdrängung der Smertsch lag bei 1560 t. Das Boot war 57,91 m lang, 11 m breit und hatte einen Tiefgang von 3,2 m.